# Tatamagouche
Tatamagouche è un villaggio del Canada, situato nella provincia di Nuova Scozia.